# 小栗山館
小栗山館（こぐりやまやだて）は、青森県弘前市小栗山にあった日本の城（館）。

## 概要
小栗山館は、小栗山部落の西約500メートルの地にある。北東に千年山の尾根、西は大和沢川に臨んだ断崖、東に数段の帯郭、南は昔湿地帯だったという天険の要害である。城は、南西から北東の狭長な地域で、150メートル×300メートルの範囲で比高は約80メートル。

## 歴史
小栗山館の築城年及び築城主は不明であるが、建武政権期のころ、倉光孫三郎という武将が拠っていたらしい。建武3年（延元元年、1336年）5月27日、岩館（岩楯）の曽我貞光は北朝について、南朝の倉光孫三郎が籠もる小栗山楯を攻撃したが撃退された。曽我氏にとって、岩木川左岸地区を手に入れるためには、絶対的に落城させなければいけない為、何度も攻め入られたが、撃退された。その後の小栗山館は、歴史の表舞台に出てこない。元亀・天正年間の館主に小栗山左京がいる。小栗山左京は野武士の首領で、津軽為信に従い、石川城攻撃では折笠与七ら83名と共に城門を破壊して、突撃するなど活躍している。その後、森岡信元の所領に小栗山が記載されているが、館自体については定かでない。